# Modelo psicossocial
O modelo psicossocial, é um modo geral ou aproximado que significa que fatores biológicos, psicológicos, e sociais, são papéis importantes no funcionamento humano, no contexto de doença.
O psiquiatra suíço Dr. Adolf Meyer, no final do século XIX, afirmou que: "Não podemos compreender a apresentação individual da doença mental [e os fatores que a perpetuam] sem conhecer como essa pessoa se comporta no ambiente". A avaliação psicossocial deriva dessa ideia.
A relação entre o bem-estar mental e emocional e o ambiente foi aplicada pela primeira vez pelo psicólogo freudiano, Professor Erik Erikson, em sua descrição dos estágios do desenvolvimento psicossocial em seu livro " Infância e Sociedade" , de 1950. Mary Richmond considerou que havia uma relação estrita entre causa e efeito em um processo diagnóstico. Em 1941, Gordon Hamilton renomeou o conceito existente (1917) de "diagnóstico social" como "estudo psicossocial".